# Старая Пристань (Татарстан)
Старая Пристань — деревня в Лаишевском районе Татарстана. Входит в состав городского поселения город Лаишево.

## География
Находится на северном берегу Камского залива Куйбышевского водохранилища, примыкает к западным окраинам районного центра города Лаишево.

## История
Основана в 1930-х годах.

## Население
| 2002 | 2011  | 2014  | 2016  | 2017  |
| ---- | ----- | ----- | ----- | ----- |
| 1761 | ↘1685 | ↗1699 | ↗1708 | ↘1700 |

Постоянных жителей было: в 1938 году — 43 человека, в 1949—184, в 1970—747, в 1979—855, в 1989—1480.
Национальный состав (2002): русские — 69 %, татары — 29 %.